# Список умерших в 763 году

## Март
- Абу Джафар аль-Мансур, второй аббасидский халиф (753—763).

## Июнь
- 25 июня — Гандзин, китайский монах, который принёс в Японию учение школы Риссю.

## Ноябрь
- 20 ноября — Домналл Миди, король Миде (до 763) и верховный король Ирландии (743—763).

## Дата смерти неизвестна или требует уточнения
- Бруде V, король пиктов (761—763).
- Телец, хан Болгарии (762—763).
- Хишам ибн Урва, табиин, факих, мухаддис.
- Шантидэва, выдающийся индийский мыслитель, буддийский монах монастыря Наланда.